# 李雲鵠
李雲鵠（？—？），字伯舉，號黃羽，河南南陽府內鄉縣人，明朝政治人物。

## 生平
萬曆十六年（1588年）戊子科河南鄉試舉人。萬曆二十年（1592年），登壬辰科第三甲第一百六名進士。户部觀政，十月授山东莱州府推官，二十二年任浙江鄉試同考，二十六年行取，三十二年五月选授南京試御史，三十三年六月實授南京四川道御史，奉命巡视凤阳等仓兼巡视上下江防，捕获无为教南京妖人刘天绪谋反事，三十八年二月升浙江左参政，本年丁憂，卒。

## 家族
曾祖李睺；祖父李宗木，礼部郎中；父李蔭，舉人、刑部主事。